# سيجل (إلينوي)
سيجل (بالإنجليزية: Sigel town, Illinois)‏ هي بلدة تقع بولاية إلينوي في الولايات المتحدة. تبلغ مساحتها 0.75 كم2، وترتفع عن سطح البحر 193.2432 م، بلغ عدد سكانها 373 نسمة في عام 2010 حسب إحصاء مكتب تعداد الولايات المتحدة وتصل الكثافة السكانية فيها 497.3 نسمة لكل كيلومتر مربع (1,288.0/ميل2).

## التركيبة السكانية
حدّد مكتب تعداد الولايات المتحدة بيانات التركيبة السكانية لسيجل في تعداد الولايات المتحدة. في ما يلي، التركيبة السكانية حسب تعدادي 2000 و2010.

### تعداد عام 2000
بلغ عدد سكان سيجل 386 نسمة بحسب تعداد عام 2000، وبلغ عدد الأسر 141 أسرة وعدد العائلات 98 عائلة مقيمة في البلدة. في حين سجلت الكثافة السكانية 514.7 نسمة لكل كيلومتر مربع (1,333.1/ميل2). وبلغ عدد الوحدات السكنية 154 وحدة بمتوسط كثافة قدره 205.3 لكل كيلومتر مربع (531.7/ميل2).
وتوزع التركيب العرقي للبلدة بنسبة 99.22% من البيض و0.52% من الأعراق الأخرى و0.26% من عرقين مختلطين أو أكثر و1.81% من الهسبانيون أو اللاتينيون من أي عرق.
بلغ عدد الأسر 141 أسرة كانت نسبة 35.5% منها لديها أطفال تحت سن الثامنة عشر تعيش معهم، وبلغت نسبة الأزواج القاطنين مع بعضهم البعض 51.8% من أصل المجموع الكلي للأسر، ونسبة 12.1% من الأسر كان لديها معيلات من الإناث دون وجود شريك، بينما كانت نسبة 5.7% من الأسر لديها معيلون من الذكور دون وجود شريكة وكانت نسبة 30.5% من غير العائلات. تألفت نسبة 29.8% من أصل جميع الأسر من عدة أفراد يعيشون في نفس المنزل ونسبة 14.2% كانت تتألف من شخص يعيش بمفرده يبلغ من العمر 65 عاماً أو أكثر. وبلغ متوسط حجم الأسرة المعيشية 2.72، أما متوسط حجم العائلات فبلغ 3.38.
بلغ العمر الوسطي للسكان 33.4 عاماً. وكانت نسبة 31.3% من القاطنين تحت سن الثامنة عشر، وكانت نسبة 10.4% بين الثامنة عشر والرابعة والعشرين عاماً، ونسبة 27.2% كانت واقعةً في الفئة العمرية ما بين الخامسة والعشرين والرابعة والأربعين عاماً، ونسبة 16.3% كانت ما بين الخامسة والأربعين والرابعة والستين، ونسبة 14.2% كانت ضمن فئة الخامسة والستين عاماً فما فوق. يوجد لكل 100 أنثى 104.3 ذكر، ويوجد لكل 100 أنثى في الثامنة عشر من عمرها فما فوق 90.6 ذكر.
بلغ متوسط دخل الأسرة في البلدة 36,607 دولارًا، أما متوسط دخل العائلة فبلغ 51,500 دولارًا. وكان متوسط دخل الذكور 34,375 دولارًا مقابل 22,656 دولارًا للإناث. وسجل دخل الفرد الخاص بالبلدة 15,933 دولارًا. وكانت نسبة 2.4% من العائلات ونسبة 3.9% من السكان تحت خط الفقر، وكان من هؤلاء نسبة 1.7% تحت سن الثامنة عشر ونسبة 9.8% في الخامسة والستين من العمر وما فوق.

### تعداد عام 2010
بلغ عدد سكان سيجل 373 نسمة بحسب تعداد عام 2010، وبلغ عدد الأسر 135 أسرة وعدد العائلات 104 عائلة مقيمة في البلدة. في حين سجلت الكثافة السكانية 497.3 نسمة لكل كيلومتر مربع (1,288.0/ميل2). وبلغ عدد الوحدات السكنية 146 وحدة بمتوسط كثافة قدره 194.7 لكل كيلومتر مربع (504.3/ميل2).
وتوزع التركيب العرقي للبلدة بنسبة 97.59% من البيض و1.34% من الأمريكيين الأفارقة و0.54% من الأمريكيين الأصليين و0.27% من الأمريكيين ذوي الأصول الآسيوية و0.27% من عرقين مختلطين أو أكثر و0.80% من الهسبانيون أو اللاتينيون من أي عرق.
بلغ عدد الأسر 135 أسرة كانت نسبة 37% منها لديها أطفال تحت سن الثامنة عشر تعيش معهم، وبلغت نسبة الأزواج القاطنين مع بعضهم البعض 61.5% من أصل المجموع الكلي للأسر، ونسبة 9.6% من الأسر كان لديها معيلات من الإناث دون وجود شريك، بينما كانت نسبة 5.9% من الأسر لديها معيلون من الذكور دون وجود شريكة وكانت نسبة 23% من غير العائلات. تألفت نسبة 20% من أصل جميع الأسر من عدة أفراد يعيشون في نفس المنزل ونسبة 11.9% كانت تتألف من شخص يعيش بمفرده يبلغ من العمر 65 عاماً أو أكثر. وبلغ متوسط حجم الأسرة المعيشية 2.76، أما متوسط حجم العائلات فبلغ 3.18.
بلغ العمر الوسطي للسكان 36.2 عاماً. وكانت نسبة 25.2% من القاطنين تحت سن الثامنة عشر، وكانت نسبة 11.8% بين الثامنة عشر والرابعة والعشرين عاماً، ونسبة 24.4% كانت واقعةً في الفئة العمرية ما بين الخامسة والعشرين والرابعة والأربعين عاماً، ونسبة 23.6% كانت ما بين الخامسة والأربعين والرابعة والستين، ونسبة 15% كانت ضمن فئة الخامسة والستين عاماً فما فوق. وتوزع التركيب الجنسي للسكان بنسبة 52.5% ذكور و47.5% إناث.